# Noname (Rapperin)

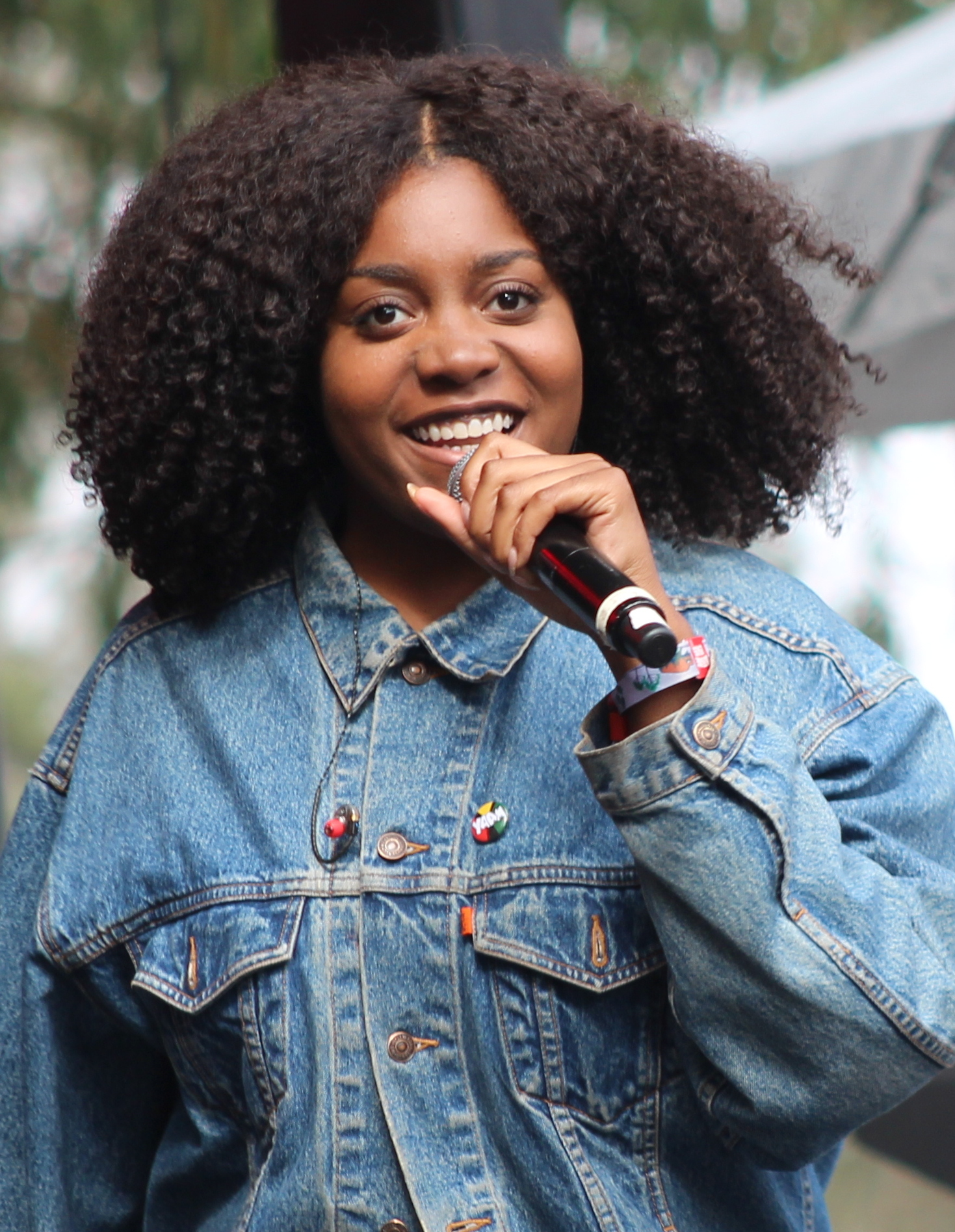
Noname, 2017

Noname (* 18. September 1991; bürgerlich Fatimah Nyeema Warner) ist eine US-amerikanische Rapperin aus Chicago, Illinois.

## Leben
Fatimah Nyeema Warner wuchs bis zur Middleschool in Bronzeville, Chicago, bei ihren Großeltern auf, die versuchten, die Mutter zu entlasten. Warners Mutter hatte zum Zeitpunkt der Geburt ihrer Tochter einen Buchladen eröffnet, den sie führte, und ihr Vater war wegen seiner Tätigkeit als Verlagsleiter ebenfalls ausgelastet. Nachdem sie wieder zu ihrer Mutter zurückgekehrt war, blieb die Beziehung der beiden belastet, zumal diese mittlerweile eine weitere Tochter hatte.
Fatimah Warner entwickelte in ihrer Kindheit und Jugend eine Vorliebe für Blues; ihr Interesse an der Rapmusik kam aber über Slam-Poetry. Nachdem sie sich mehrere Def Poetry-Slams angesehen hatte, besuchte sie YOUMedia, ein lokales Programm für Nachwuchsautoren, wo sie auch Chance the Rapper, Mick Jenkins, Jamila Woods und Smino kennenlernte. Dort nannte sie sich „Noname Gypsy“ (deutsch: „Namenloser Zigeuner“). Über die Slams baute sie sich eine Fanbase auf. 2013 hatte sie einen viel beachteten Auftritt auf Chance the Rappers Album Acid Rap. Als sie 2016 erkannte, dass „gypsy“, ähnlich dem deutschen „Zigeuner“, ein diskriminierender Begriff war, legte sie das Pseudonym ab.
Etwa zur gleichen Zeit veröffentlichte sie ihr Debüt-Mixtape Telefone, mit dem sie erstmals durch die Vereinigten Staaten tourte. Anschließend zog sie nach Los Angeles, wo sie ihre musikalische und dichterische Karriere fortsetzte. Sie trat in verschiedenen Rap- und Stand-up-Clubs auf und freundete sich mit der Comedian-Szene von Los Angeles an. 2017 absolvierte sie einen Auftritt auf dem Splash.
Am 14. September 2018 veröffentlichte sie ihr Debütalbum Room 25, das von den Kritikern hoch gelobt wurde. In der Jahresliste des deutschsprachigen Rolling-Stone-Magazins belegte es Platz 5. Der englische Rolling Stone bezeichnete sie als eine der besten lebenden Rapperinnen. Oktober 2018 trat sie mit einem Medley von drei Songs bei Stephen Colbert auf.

## Musikstil

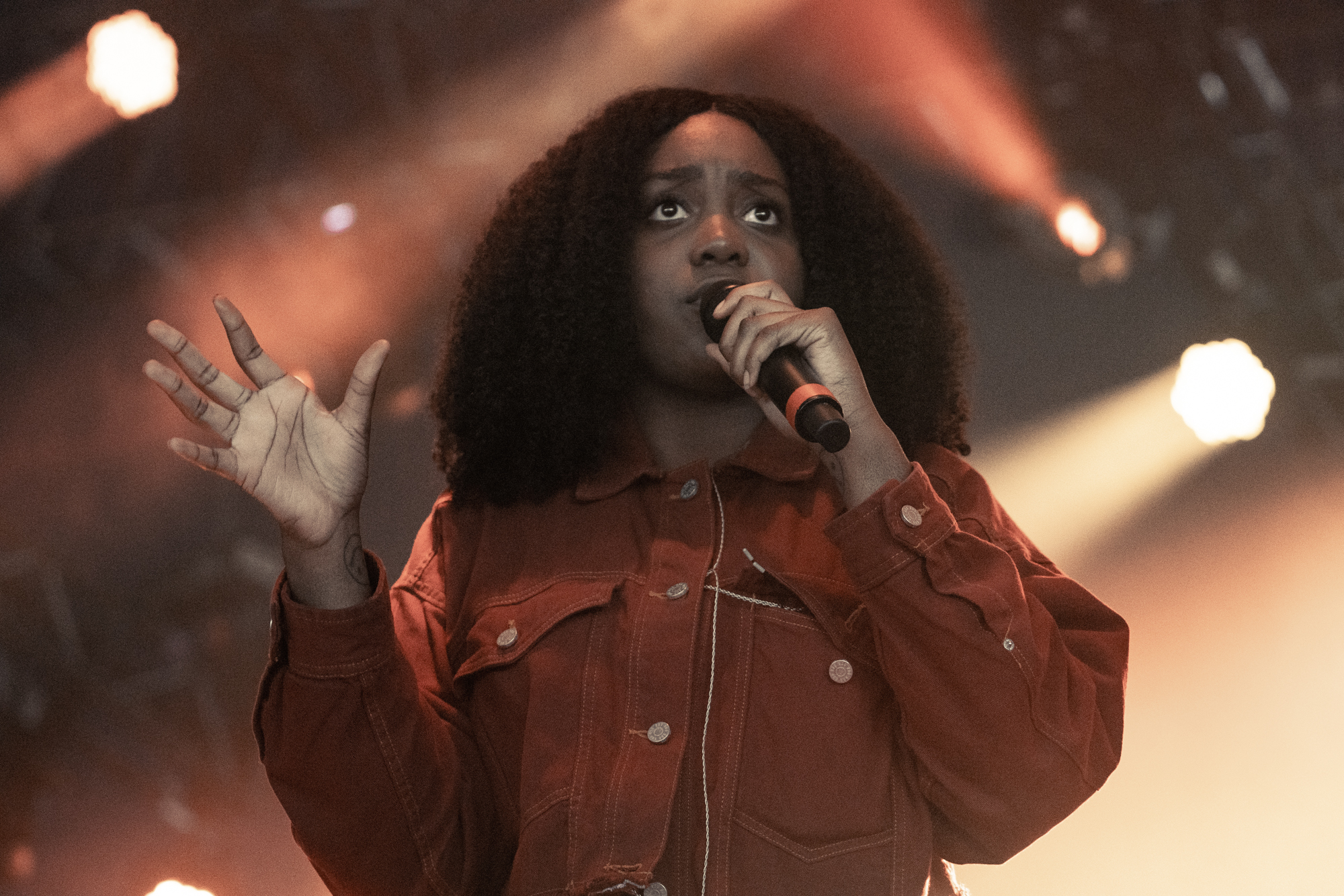
Noname, 2018

Nonames Rapstil ist stark von der Poetry-Slam-Szene beeinflusst, daher sehr poetisch und soft. Sie bedient sich dabei Themen wie Liebe, Sex, Tod und Identität. Warner spielt einen von Soul, Funk und Jazz inspirierten Rap in der Tradition von De La Soul, A Tribe Called Quest und Lauryn Hill.

## Diskografie
Alben
- 2018: Room 25
- 2023: Sundial

Mixtapes
- 2016: Telefone

Singles
- 2019: Song 31 (feat. Phoelix)
- 2019: Song 32

Gastauftritte
| Titel                 | Jahr | Künstler                                                  | Album                           |
| --------------------- | ---- | --------------------------------------------------------- | ------------------------------- |
| The Truth             | 2013 | Mick Jenkins                                              | Trees & Truths                  |
| Lost                  | 2013 | Chance the Rapper                                         | Acid Rap                        |
| Touchdown             | 2013 | John Walt                                                 | Get Happy 2.0                   |
| All Love              | 2014 | C-Sick, Taylor Bennett, Nick Astro                        | La Collection                   |
| Comfortable           | 2014 | Mick Jenkins                                              | The Water[s]                    |
| Future Plans Pt. III  | 2014 | Woo Park                                                  | Smokes                          |
| The Truth             | 2015 | IKON, Saba, Malcolm London, Anthony Pavel                 | Private Stock                   |
| Warm Enough           | 2015 | Donnie Trumpet & The Social Experiment, J. Cole           | Surf                            |
| Israel (Sparring)     | 2015 | Chance the Rapper                                         | Single                          |
| Last Dance            | 2015 | Chance the Rapper, Lil B                                  | Free (Based Freestyles Mixtape) |
| Dead Friends          | 2015 | Kirk Knight, Thundercat                                   | Late Knight Special             |
| I Had Music           | 2016 | Mont Jake                                                 | Shadow                          |
| Finish Line / Drown   | 2016 | Chance the Rapper, T-Pain, Kirk Franklin, Eryn Allen Kane | Coloring Book                   |
| Only the Beginning    | 2016 | theMIND                                                   | Summer Camp                     |
| VRY BLK               | 2016 | Jamila Woods                                              | HEAVN                           |
| Into You              | 2016 | Jesse Boykins III                                         | Bartholomew                     |
| Angles                | 2016 | Mick Jenkins, Xavier Omär                                 | The Healing Component           |
| Church / Liquor Store | 2016 | Saba                                                      | Bucket List Project             |
| Counterfeit           | 2016 | Phoelix, Chelsea Reject, Saba                             | Countdown 2 Midnight            |
| The Tragedy           | 2016 | Jeremih, Chance the Rapper                                | Merry Christmas Lil' Mama       |
| Amphetamine           | 2017 | Smino                                                     | blkswn                          |
| Kale                  | 2017 | Joseph Chilliams, Supa Bwe                                | Henry Church                    |